# UE Vilajuïga
Az UE Vilajuïga, teljes nevén Unió Esportiva Vilajuïga egy mindössze két évig létező labdarúgócsapat.

## Története
A csapat közvetlen elődjének az UE Figueres tekinthető. Ebből lépett ki 2007 nyarán a többségi tulajdonos, létrehozva egy új csapatot, amelynek a neve akkor még UEM Castelldefels volt.
Az új csapat első szezonját a harmadosztályban töltötte, ahol kiesést érő helyen sikerült csak végeznie. Ezután Vilajuïga városába költözött, és a negyedosztályban folytatta. Év végén ugyanúgy kieső helyen végzett, mint egy szezonnal korábban, majd megszűnt.

## Statisztika
- UEM Castelldefels

| Szezon  | Osztály | Poz. | Copa del Rey |
| ------- | ------- | ---- | ------------ |
| 2007/08 | 2ªB     | 17.  |              |

- UE Vilajuiga

| Szezon  | Osztály | Poz. | Copa del Rey |
| ------- | ------- | ---- | ------------ |
| 2008/09 | 3ª      | 19.  |              |

## Ismertebb játékosok
- Martín Posse
- Jordi Masip
- Carlos Pérez

## Külső hivatkozások
- Hivatalos weboldal[halott link] (spanyolul)